# 태성중학교
태성중학교(泰成中學校)는 대한민국 경기도 용인시 처인구 남동에 있는 사립 중학교이다.

## 학교 연혁
- 1946년 4월 29일 : 태성초급중학교 설립인가 신청
- 1946년 8월 26일 : 초대 교장 신현정 취임
- 1946년 9월 7일 : 용인 최초의 중등교육기관인 태성중학교 개교식 거행
- 1946년 11월 13일 : 문보 121호에 의하여 정식 재단법인
- 1947년 6월 19일 : 붉은 벽돌 2층 8개 교실 본관 준공
- 1948년 6월 23일 : 1946년 2학년으로 편입한 72명 학생 제1회 졸업식
- 1977년 11월 3일 : 각 학년 6학급 전체 18학급으로 감축
- 1986년 8월 6일 : 본관 20개 교실 신축 기공식 거행
- 1987년 3월 6일 : 학교법인 태성학원을 학교법인 가농학원으로 법인 변경
- 2010년 2월 21일 : 제16대 윤문덕 이사장 취임
- 2019년 3월 1일 : 혁신학교 지정
- 2022년 3월 1일 : 제19대 구자인 교장 취임
- 2023년 1월 4일 : 제76회 85명 졸업(총 21,409명)

## 참고 자료
- 태성중학교 - 한국교육학술정보원 학교알리미